# Kobaltijsvogel
De kobaltijsvogel (Alcedo semitorquata) is een vogel uit de familie ijsvogels (Alcedinidae).

## Verspreiding en leefgebied
Deze soort komt voor in Ethiopië, van Angola tot Tanzania, zuidelijk naar Mozambique en zuidelijk Zuid-Afrika. Er worden geen ondersoorten (meer) onderscheiden.

## Status
De grootte van de populatie is niet gekwantificeerd maar de soort wordt omschreven als wijdverspreid en algemeen voorkomend. Op de Rode lijst van de IUCN heeft deze soort de status niet bedreigd.